# Queer as Folk (Fernsehserie, 1999)

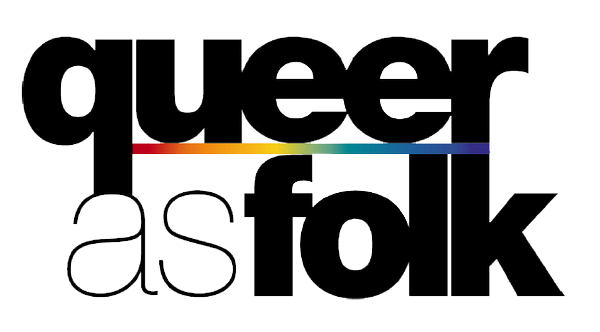
Logo

Queer as Folk ist eine britische Fernsehserie, entwickelt von Russell T Davies. Die erste Staffel dieser Serie lieferte die Vorlage für die gleichnamige US-Serie. Ausgestrahlt wurde die Serie von 1999 bis 2000 im britischen Fernsehen auf Channel 4. Der Name ist abgeleitet aus der in Teilen Nordenglands gebräuchlichen Redewendung „there's nought so queer as folk“, etwa „es gibt nichts Seltsameres als Leute“. Die erste Staffel der Serie bestand aus acht, die zweite Staffel nur noch aus zwei Folgen. Im deutschsprachigen Raum wurde die Serie erstmals auf SF DRS unter dem Titel „Queer as Folk – Warm ums Herz“ ausgestrahlt. Die deutsche Erstausstrahlung fand auf dem Sender TIMM statt. In beiden Fällen allerdings in Englisch mit deutschen Untertiteln.

## Handlung
Der 15-jährige Nathan Maloney erlebt gerade sein Coming-out. In der Schwulenszene in Manchester (Canal Street) lernt er den Yuppie Stuart Alan Jones kennen, der erfolgreich in der Werbebranche arbeitet und Nathan als Eroberung für eine Nacht betrachtet. Tatsächlich haben sie in dieser Nacht Sex. Nathan verliebt sich in Stuart, der diese Liebe jedoch nicht erwidert.
Stuarts bester Jugendfreund, Vince Tyler, hat weniger Erfolg bei seinen Eroberungen. Nathan macht unterdessen schmerzliche Erfahrungen in Familie und Schule mit seinem Coming Out. Schließlich werden Stuart und Vince ein Paar.

## Besetzung

### Hauptdarsteller
| Rolle             | Schauspieler     |
| ----------------- | ---------------- |
| Stuart Alan Jones | Aidan Gillen     |
| Vince Tyler       | Craig Kelly      |
| Nathan Maloney    | Charlie Hunnam   |
| Hazel Tyler       | Denise Black     |
| Bernard Thomas    | Andy Devine      |
| Janice Maloney    | Caroline O’Neill |

## Auszeichnungen
Queer as Folk erhielt verschiedene Preise. Dazu gehört unter anderem ein GLAAD Media Award als beste Fernseh-Dramaserie sowie mehrere Festivalauszeichnungen. Zu den wichtigsten Auszeichnungen gehören insgesamt vier Nominierungen bei den BAFTA-Awards 2001 (darunter beste Musik, bester Schnitt und für Aiden Gillen als bester Darsteller).